# Analisi lessicale
L'analisi lessicale è la conversione di un testo in una sequenza di token significativi (in senso semantico o sintattico) appartenenti a categorie definite da un programma apposito detto analizzatore lessicale o lexer. In caso di lingue naturali, queste categorie sono nomi, verbi o aggettivi, mentre in un linguaggio di programmazione sono identificatori, operatori, tipi di dato o simboli come parentesi. 
La divisione in token lessicali è affine al tipo usato nei modelli linguistici grandi (LLM) ma con due differenze: mentre l'analisi lessicale si basa su una grammatica, l'analisi degli LLM è probabilistica. In più, quest'ultima effettua un secondo passaggio che converte i token in valori numerici.
Tipicamente l'analisi lessicale interviene nella parte di front end della compilazione e precede l'analisi sintattica.

## Esempio
Ad esempio, dato in ingresso il seguente codice:
```
Programma Pippo
  intero i = 1;
end Pippo
```

Il flusso di token prodotto sarà il seguente:
| Tipo            | Lessema (valore) |
| --------------- | ---------------- |
| letterale       | Programma        |
| identificatore  | Pippo            |
| letterale       | intero           |
| identificatore  | i                |
| uguale          | =                |
| numero          | 1                |
| punto e virgola | ;                |
| letterale       | end              |
| identificatore  | Pippo            |

Da notare che alcuni token potrebbero fare a meno del valore (lessema) (ad esempio il simbolo equal), poiché già indicati dalla tipologia.
Lo strumento che si occupa dell'analisi lessicale è l'analizzatore lessicale, a volte chiamato scanner o lexer.